# Генеральне межування
Генеральне межування — точне визначення меж земельних володінь поміщиків, козацької старшини, купців, громад державних селян, міст, церков та інших установ, яке здійснював уряд Російської імперії з 60-х рр. 18 ст. до середини 19 ст. Першу спробу провести земельне розмежування в Лівобережній Україні було зроблено 1729–30 (див. Генеральне слідство про маєтності). По всій імперії генеральне межування вперше намагалися провести за указом імператриці Єлизавети Петрівни 1754, але це не було здійснено, насамперед тому, що перевірка прав володіння наштовхувалася на опір тих, хто був зацікавлений у збереженні незаконно привласнених земель. На відміну від указу 1754, маніфест імператриці Катерини II від 19 вересня 1765 та урядова інструкція 1766 визначали, що незаперечне фактичне володіння на 1765 є підставою для закріплення права володіння на майбутнє. Здійснене за інструкцією 1766 генеральне межування (див. також Генеральний опис Лівобережної України) ліквідувало звичаєве право вільної селянської земельної займанщини й закріпило за поміщиками та козацькою старшиною земельні маєтності, в тому числі привласнені селянські і козацькі землі. Сприяючи розширенню поміщицького землеволодіння, російська влада під час генерального межування продала поміщикам за низькими цінами чимало державних земель. Проведенням робіт керувала створена при Сенаті межова експедиція, якій були підпорядковані губернські межові канцелярії та повітові межові контори. Внаслідок межування було поділено понад 275 млн десятин землі, виготовлено близько 200 тис. планів окремих земельних володінь, на основі яких складено повітові межові плани та губернські атласи. Документи генерального межування були юридичною основою в земельних відносинах до 1917. З-поміж документальних архівних матеріалів генерального межування велике наукове значення мають господарські описи землеволодінь, складені землемірами.